# Vaksdal (plaats)
Vaksdal is een plaats in de Noorse gemeente Vaksdal, provincie Vestland. Vaksdal telt 933 inwoners (2007) en heeft een oppervlakte van 0,76 km².